# Theridion convexellum
Theridion convexellum là một loài nhện trong họ Theridiidae.
Loài này thuộc chi Theridion. Theridion convexellum được Carl Friedrich Roewer miêu tả năm 1942.